# Oleg Cassini
Oleg Cassini (11. dubna 1913 – 17. března 2006) byl americký módní návrhář, starší bratr novináře Igora Cassiniho

## Život
Narodil se roku 1913 v Paříži jako syn ruského diplomata a italské hraběnky. Později s rodinou žil v Itálii, kde studoval politologii na Florentské univerzitě. V roce 1936 odjel do Spojených států amerických a usadil se v Hollywoodu. Americké občanství získal roku 1942.
V USA začal pracovat jako módní návrhář. Později pracoval například pro první dámu Jacqueline Kennedyovou. Mezi jeho další zákaznice patřily například herečky Veronica Lake a Marilyn Monroe. V letech 1941 až 1952 byla jeho manželkou herečka Gene Tierney, později chodil například s herečkou Grace Kellyovou. Rovněž byl profesionálním jezdcem klusáckých dostihů. Zemřel roku 2006 ve věku 92 let.